# Котёночкин, Вячеслав Михайлович
Вячесла́в Миха́йлович Котёночкин (20 июня 1927, Москва, СССР — 20 ноября 2000, Москва, Россия) — советский и российский режиссёр-мультипликатор, художник, художник-мультипликатор; народный артист РСФСР (1987), лауреат Государственной премии СССР (1988). Постановщик мультфильмов «Котёнок с улицы Лизюкова», «Попался, который кусался!», «Баня», «Лягушка-путешественница», «Странная птица», «Ну, погоди!», «Старая пластинка».

## Биография
Родился 20 июня 1927 года в Москве. Был крещён сразу после рождения. В годы Великой Отечественной войны (с 1942 года) учился в 3-й Московской специальной артиллерийской школе, вскоре эвакуированной в Прокопьевск. Был направлен в противотанковое артиллерийское училище в Пензе, которое окончил в 1945 году.
Увлечение рисованием — и, по его собственному признанию, «легкомысленная фамилия» — привели Котёночкина на студию «Союзмультфильм». В 1947 году окончил курсы мультипликаторов при киностудии «Союзмультфильм» и начал работать на студии сначала художником-мультипликатором, а затем художником-постановщиком. С 1962 года — режиссёр.
Принимал участие в создании более 80 картин. Увлекался «одушевлением» ритмических, «быстрых» эпизодов. Как режиссёр часто снимал сюжеты для киножурнала «Фитиль», делал мультипликационные вставки для художественных фильмов «Путешествие в апрель» и «Всё для вас».
Большую популярность заслужил у зрителей мультфильм «Лягушка-путешественница» (1965), однако слава пришла к Котёночкину после создания мультфильма «Ну, погоди!» (1969). Приключения Волка и Зайца пользовались огромной любовью зрителей, и по многочисленным просьбам и взрослых, и детей создатели сериала не раз снимали новые серии.
В 1988 году Вячеслав Котёночкин был удостоен Государственной премии СССР. В 1999 году вышла его книга воспоминаний «Ну, Котёночкин, погоди!».
Скончался на 74-м году жизни 20 ноября 2000 года в Москве, где и родился. Похоронен в семейной могиле на Ваганьковском кладбище (участок № 23).

## Семья
Отец — Михаил Михайлович Котёночкин-младший (1900—1941), бухгалтер, коренной москвич, умер от туберкулёза незадолго до Великой Отечественной войны.
Мать — Евгения Андреевна Котёночкина, в девичестве Ширшова (1906—1962), домохозяйка, родом из города Кимры (ныне Тверская область).
Дед по отцовской линии — Михаил Михайлович Котёночкин-старший (1859—1911). Дальний предок, по его воспоминаниям, носил фамилию Кошкин, владел рестораном и кондитерской фабрикой в Москве и подарил жизнь двум близнецам, которых позже прозвали котятами, откуда впоследствии и произошла редкая фамилия Котёночкин.
Дед по материнской линии — Андрей Иванович Ширшов, из крестьян Тверской губернии. Был женат на Марии Васильевне Комиссаровой, из зажиточной семьи с родовым поместьем в Кимрах, которое пришлось покинуть после Октябрьской революции. Её мать, Любовь Ивановна Комиссарова, занималась воспитанием Вячеслава и его младшей сестры Лидии.
Сестра — Лидия Котёночкина (в браке Копылова) (1932—1980).
Жена — Тамара Петровна Вишнева, балерина.
- Сын — Алексей Котёночкин (род. 1958), режиссёр-мультипликатор.
  - Дочь — Наталья.
    - Внучка — Екатерина Котёночкина, певица.

## Награды
- Почётное звание «Заслуженный деятель искусств РСФСР» (31 декабря 1976 года) — за заслуги в области советского киноискусства[6]
- Детский международный «Орден Улыбки» (Польская Народная Республика, 1985 год)
- Почётное звание «Народный артист РСФСР» (3 августа 1987 года) — за заслуги в развитии советского киноискусства[7]
- Государственная премия СССР (1988 год) — за сериал мультипликационных фильмов «Ну, погоди!» производства студии «Союзмультфильм» (Премия за произведения литературы и искусства для детей)
- Орден Дружбы (2 мая 1996 года) — за заслуги перед государством, многолетнюю плодотворную деятельность в области культуры и искусства[8]

## Призы на фестивалях
- 1964 — «Следы на асфальте» (Серебряная медаль IV МКФ в Будапеште, Венгрия, 1967);
- 1971 — «Ну, погоди! (выпуск 4)» (Серебряный приз на XXVIII МКФ спортивных фильмов в Кортина-д’Ампеццо, Италия, 1972).

## Фильмография

Экспозиция «Режиссёры киностудии „Союзмультфильм“. В. М. Котёночкин». 2014 год.

Скульптурная композиция Волка и Зайца из «Ну, погоди!»

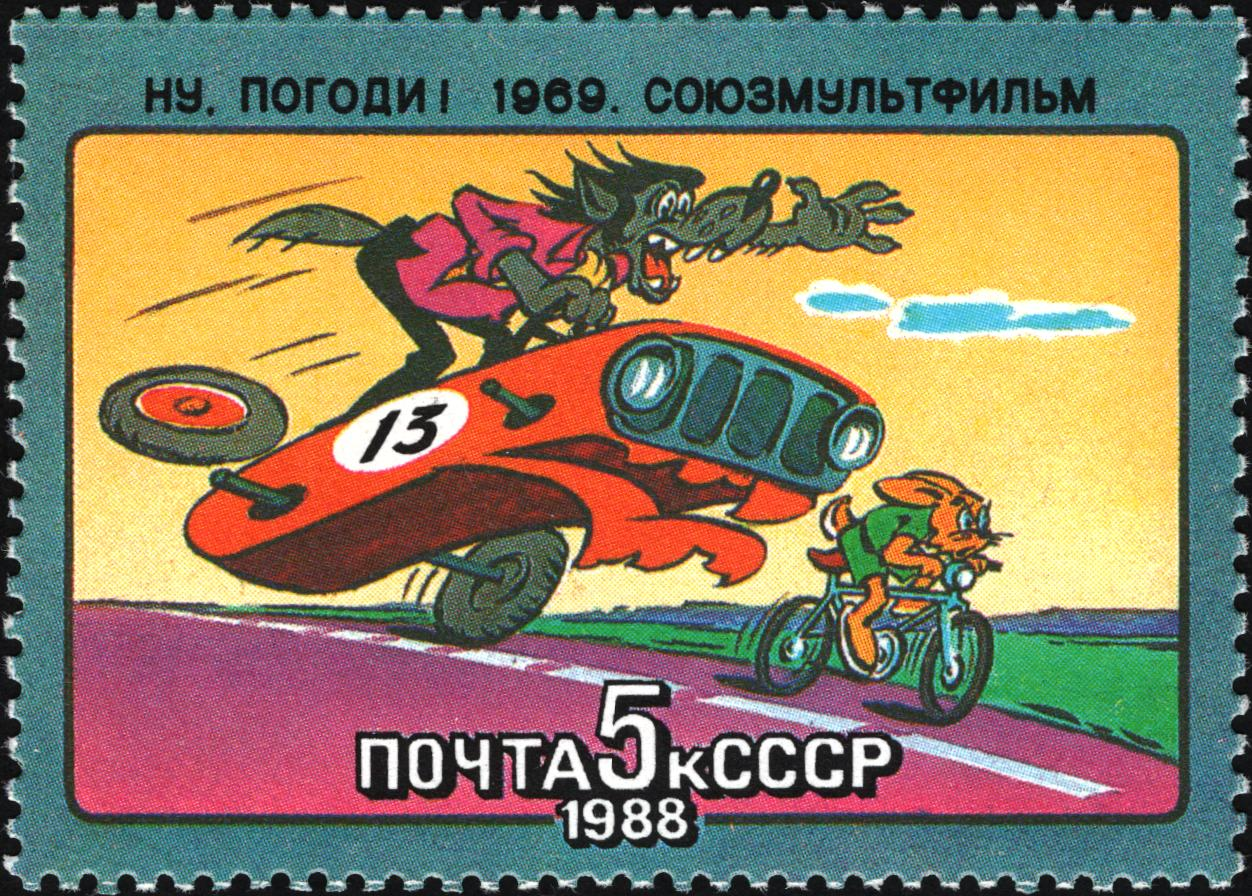
Почтовая марка СССР «Ну, погоди!»

### Художник-мультипликатор
- «Лев и заяц» (1949)
- «Полкан и шавка» (1949)
- «Чужой голос» (1949)
- «Волшебный клад» (1950)
- «Дедушка и внучек» (1950)
- «Крепыш» (1950)
- «Олень и волк» (1950)
- «Высокая горка» (1951)
- «Лесные путешественники» (1951)
- «Помни и соблюдай правила пожарной безопасности» (1951)
- «Аленький цветочек» (1952)
- «Каштанка» (1952)
- «Снегурочка» (1952)
- «Братья Лю» (1953)
- «Ворона и лисица, кукушка и петух» (1953)
- «Золотая антилопа» (1954)
- «Козёл-музыкант» (1954)
- «Опасная шалость» (1954)
- «Оранжевое горлышко» (1954)
- «Стрела улетает в сказку» (1954)
- «Необыкновенный матч» (1955)
- «Ореховый прутик» (1955)
- «Пёс и кот» (1955)
- «Храбрый заяц» (1955)
- «Это что за птица?» (1955)
- «Кораблик» (1956)
- «Маленький Шего» (1956)
- «Миллион в мешке» (1956)
- «Старые знакомые» (1956)
- «Шакалёнок и верблюд» (1956)
- «В некотором царстве» (1957)
- «Волк и семеро козлят» (1957)
- «Дитя солнца» (1957)
- «Знакомые картинки» (1957)
- «Привет друзьям!» (1957)
- «Храбрый оленёнок» (1957)
- «Чудесница» (1957)
- «Грибок-теремок» (1958)
- «Кошкин дом» (1958)
- «Лиса и волк» (1958)
- «Первая скрипка» (1958)
- «Сказка о Мальчише-Кибальчише» (1958)
- «Спортландия» (1958)
- «Тайна далёкого острова» (1958)
- «Янтарный замок» (1959)
- «Три дровосека» (1959)
- «Ровно в три пятнадцать…» (1959)
- «Похитители красок» (1959)
- «День рождения» (1959)
- «Лиса, бобёр и другие» (1960)
- «Непьющий воробей. Сказка для взрослых» (1960)
- «Светлячок № 1» (Весёлые картинки) (1960)
- «Старик перекати-поле» (1960)
- «Человечка нарисовал я» (1960)
- «Дорогая копейка» (1961)
- «Стрекоза и муравей» (1961)
- «Баня» (1962)
- «Дикие лебеди» (1962)
- «Королева Зубная Щётка» (1962)
- «Папа мама цирк и я…» (1963)
- «Следы на асфальте» (1964)
- «За час до свидания» (1965)
- «Иван Иваныч заболел...» (1966)
- «Маугли. Похищение» (1968)
- «Приключения волшебного глобуса, или Проделки ведьмы» (1991)

### Режиссёр
- «Путешествие в апрель» (1962)
- «Мы такие мастера» (1963)
- «Следы на асфальте» (1964)
- «Лягушка-путешественница» (1965)
- «Межа» (1967)
- «Пророки и уроки» (1967)
- «Фальшивая нота» (1969)
- «Ну, погоди! (выпуск 1)» (1969)
- «Ну, погоди! (выпуск 2)» (1970)
- «Ну, погоди! (выпуск 3)» (1971)
- «Ну, погоди! (выпуск 4)» (1971)
- «Ну, погоди! (выпуск 5)» (1972)
- «Песня о юном барабанщике» (1972)
- «Ну, погоди! (выпуск 6)» (1973)
- «Ну, погоди! (выпуск 7)» (1973)
- «Ну, погоди! (выпуск 8)» (1974)
- «На лесной тропе» (1975)
- «Ну, погоди! (выпуск 9)» (1976)
- «Ну, погоди! (выпуск 10)» (1976)
- «Ну, погоди! (выпуск 11)» (1977)
- «Ну, погоди! (выпуск 12)» (1978)
- «Кто получит приз?» (1979)
- «Ну, погоди! (выпуск 13)» (1980)
- «Он попался!» (1981)
- «Старая пластинка» (1982)
- «Попался, который кусался!» (1983)
- «Ну, погоди! (выпуск 14)» (1984)
- «Ну, погоди! (выпуск 15)» (1985)
- «Ну, погоди! (выпуск 16)» (1986)
- «Котёнок с улицы Лизюкова» (1988)
- «Ну, погоди! (выпуск 17)» (1993)
- «Ну, погоди! (выпуск 18)» (1993)
- «Попались все» (1998)

### Сценарист
- «На лесной тропе» (1975)
- «Старая пластинка» (1982)

### Художник-постановщик
- «Мы такие мастера» (1963)
- «Лягушка-путешественница» (1965)
- «Странная птица» (1969)

### Сюжеты из киножурнала «Фитиль»

#### Режиссёр
- «Свёкла» («Фитиль № 1») (1962)
- «Реваншист» («Фитиль № 3») (1962)
- «Задом наперёд» («Фитиль № 41») (1965)
- «Задом наперёд» («Фитиль № 43») (1966)
- «Собачий бред» («Фитиль № 54») (1967)
- «А вот и я!» («Фитиль № 58») (1967)
- «Зайкины рога» («Фитиль № 61») (1967)
- «Дважды два» («Фитиль № 71») (1968)
- «Есть ли жизнь на Марсе» («Фитиль № 80») (1969)
- «Бегуны и опекуны» («Фитиль № 84») (1969)
- «Безответственный ответственный» («Фитиль № 100») (1970)
- «Весёлые ребята» («Фитиль № 126») (1972)
- «Музыкальный эксперимент» («Фитиль № 134») (1973)
- «Зубик» («Фитиль № 141») (1974)
- «Сюрприз» («Фитиль № 145») (1974)
- «Дорогой улов» («Фитиль № 165») (1975)
- «Фальшивый мотив» («Фитиль № 175») (1976)
- «Руками не трогать» («Фитиль № 182») (1977)
- «Удивительные башмачки» («Фитиль № 183») (1977)
- «Запрещённый приём» («Фитиль № 206») (1979)
- «Каменный гость» («Фитиль № 209») (1979)
- «Два притопа, три прихлопа» («Фитиль № 237») (1981)
- «Обыкновенное чудо» («Фитиль № 253») (1983)
- «Брызги шампанского» («Фитиль № 266») (1984)
- «Средь бела дня» («Фитиль № 303») (1987)
- «Средняя индивидуальность» («Фитиль № 310») (1988)
- «Нечистая сила» («Фитиль № 315») (1988)

#### Сценарист
- «Сюрприз» («Фитиль № 145») (1974)

Актёр
- 1973 г. Киножурнал «Фитиль» № 128, сюжет 1 «Пакетная живопись»
- 1973 г. Фильм «Возврата нет» — паромщик

### Архивные записи
- 1970 г. Киножурнал «Советское кино» 1971 г., № 24, часть 5 «Для взрослых и детей».
- 1978 г. Киножурнал «Советское кино» 1978 г., № 54, часть 3 «Режиссёр Вячеслав Котёночкин».
- 1984 г. Киноэнциклопедия «По Советскому Союзу» № 203, часть 4 «Киностудия „Союзмультфильм“».
- 1984 г. Телепередача «Вокруг смеха», выпуск 21. Телепремьера 17.03.1984.
- 1986 г. Телепередача «Спокойной ночи, малыши!». В. М. Котёночкин в гостях у телепередачи. Телепремьера 1986.
- 1993 г. Телепередача на «Первом канале» «Волк и Заяц 25 лет вместе!». Телепремьера 17.04.1993.
- 2005 г. Телепередача на канале «ДТВ» из рубрики «Как уходили кумиры». Вячеслав Котеночкин. Телепремьера 2005.
- 2007 г. Фильм «Вячеслав Котёночкин. Душа рисованной страны». Телепремьера 2007.
- 2007 г. Фильм «Ну, Котёночкин, погоди!» Телепремьера 2007.
- 2012 г. Фильм «Мы родом из мультиков». К 100-летию российской анимации. Телепремьера 2012.
- 2019 г. Фильм «Мастер Вячеслав Котеночкин».